# Giovanni Buttarelli
Giovanni Buttarelli (Frascati, 24 de junio de 1957 - Milán, 20 de agosto de 2019) fue un abogado, jurista, magistrado y profesor universitario italiano.
Desempeñó el cargo de Supervisor Europeo de Protección de Datos (SEPD), la autoridad supervisora independiente de la Unión Europea (UE) que tiene como objetivo principal garantizar que las instituciones y órganos de la Unión Europea (UE) respeten el derecho a la intimidad y la protección de datos cuando tratan datos de carácter personal y desarrollan nuevas políticas. También fue miembro del Comité Europeo de Protección de Datos (CEPD).

## Biografía
Giovanni Buttarelli nació en 1957 en Frascati, una pequeña ciudad vecina a Roma. En 1984 se graduó «summa cum laude» en Derecho en la Universidad de Roma La Sapienza, donde trabajó así mismo como profesor asociado en la Facultad de Derecho, con el profesor Franco Cordero, en la Cátedra de Procedimiento penal hasta 1990. En 2005, fue nombrado profesor titular en la facultad de derecho de la Universidad LUMSA en Roma. En 1989, fue nombrado juez en el tribunal de Avezzano.
Giovanni Buttarelli falleció en Milán en el hospital San Rafael el 20 de agosto de 2019 a los 62 años de edad. Dejando como legado intelectual su 'manifesto'  que fue publicado postumanente en noviembre de 2019. 